# Gianni Vattimo
Gianni Vattimo   (Torí, 4 de gener de 1936 - Torí, 19 de setembre de 2023) va ser un important filòsof i polític italià. Va ser clau en la divulgació de la filosofia al país transalpí presentant programes de televisió per a la Rai i treballant com a columnista per als diaris La Stampa i La Repubblica i per al setmanari L'Espresso.

## Biografia
Va ser professor de Filosofia de la Universitat de Torí, diputat al Parlament Europeu i un dels filòsofs italians més reconeguts del tombant de segle xx. Va ser professor invitat en diverses universitats estatunidenques i va rebre diversos doctorats honoris causa.
Sempre vinculat estretament amb la vida pública, va iniciar la seva trajectòria política l'any 1999 com a diputat del Parlament d'Estrasburg. Va ser un dels principals autors del postmodernisme i va ser considerat el pare del pensiero debole («pensament feble»), que concebia com un tipus de pensament que rebutja les categories fortes i les legitimacions omnicomprensives. La seva proposta teòrica busca una interpretació del món tardomodern en les formes de la secularització, l'evolució dels règims democràtics, el pluralisme i la tolerància. Va ser vicepresident de l'Acadèmia de la Llatinitat.
El juny del 2016 va fer cessió del seu arxiu personal a la Biblioteca de la Universitat Pompeu Fabra. Aquest arxiu recull documents, molts d'ells inèdits, de la seva activitat acadèmica, docent i investigadora, així com relatius a la seva activitat política i personal.